# Championnats parasportifs européens 2023
Navigation
Édition suivante
Les championnats sportifs européens 2023, première édition des championnats parasportifs européens, se déroulent du 8 au 20 août 2023 à Rotterdam aux Pays-Bas.
L'ensemble des 10 disciplines a lieu dans la salle omnisports Rotterdam Ahoy, exception faite des épreuves de tir à l'arc qui se déroulent à Kop van Zuid et le tennis fauteuil à Schouwburgplein.

## Programme
| ● | Compétitions | 1 | Nombre de médailles d'or attribuées |

| Sports          | Août 2023 | Août 2023 | Août 2023 | Août 2023 | Août 2023 | Août 2023 | Août 2023 | Août 2023 | Août 2023 | Août 2023 | Août 2023 | Août 2023 | Août 2023 | Nombre de médailles d'or attribuées |
| Sports          | Mar 8     | Mer 9     | Jeu 10    | Ven 11    | Sam 12    | Dim 13    | Lun 14    | Mar 15    | Mer 16    | Jeu 17    | Ven 18    | Sam 19    | Dim 20    | Nombre de médailles d'or attribuées |
| --------------- | --------- | --------- | --------- | --------- | --------- | --------- | --------- | --------- | --------- | --------- | --------- | --------- | --------- | ----------------------------------- |
| Badminton       |           |           |           |           |           |           |           | ●         | ●         | ●         | ●         | ●         | 16        | 16                                  |
| Basket fauteuil |           |           |           | ●         | ●         | ●         | ●         | ●         | ●         | ●         | 1         | 1         |           | 2                                   |
| Boccia          | ●         | ●         | ●         | ●         | 8         | 3         |           |           |           |           |           |           |           | 11                                  |
| Cyclisme        |           |           |           |           |           |           |           |           |           | 1         | 8         | 5         | 6         | 11                                  |
| Goalball        |           |           | ●         | ●         | ●         | 1         |           |           |           |           |           |           |           | 1                                   |
| Judo            | 7         | 9         | 2         |           |           |           |           |           |           |           |           |           |           | 18                                  |
| Tir             |           |           |           |           |           |           |           |           |           | 2         | 2         | 3         | 2         | 9                                   |
| Taekwondo       |           |           |           |           |           |           | 3         | 4         | 4         |           |           |           |           | 11                                  |
| Tennis fauteuil | ●         | ●         | ●         | ●         | 2         | 4         |           |           |           |           |           |           |           | 6                                   |
| tir à l'arc     |           |           |           |           |           |           |           | ●         | ●         | ●         | ●         | 4         | 9         | 13                                  |
| Total           | 7         | 9         | 2         | 0         | 10        | 8         | 3         | 4         | 4         | 3         | 11        | 13        | 33        | 107                                 |

## Participants
| - Albanie - Allemagne - Arménie - Autriche - Azerbaïdjan - Belgique - Bosnie-Herzégovine - Bulgarie | - Croatie - Chypre - Danemark - Espagne - Estonie - Finlande - France - Géorgie | - Grande-Bretagne - Grèce - Hongrie - Islande - Irlande - Israël - Italie - Lettonie | - Lituanie - Luxembourg - Moldavie - Monténégro - Macédoine du Nord - Norvège - Pays-Bas - Pologne - Portugal | - Roumanie - Serbie - Slovaquie - Slovénie - Suède - Suisse - Tchéquie - Turquie - Ukraine |

## Résultats

### Badminton
| Épreuves                         | Or                                 | Argent                            | Bronze                                 |
| -------------------------------- | ---------------------------------- | --------------------------------- | -------------------------------------- |
| Épreuves masculines              |                                    |                                   |                                        |
| Simple fauteuil - WH1            | Thomas Wandschneider               | David Toupé                       | Yuri Ferrigno                          |
| Simple fauteuil - WH1            | Thomas Wandschneider               | David Toupé                       | Konstantin Afinogenov                  |
| Simple fauteuil - WH2            | Rick Hellmann                      | Luca Olgiati                      | Thomas Jakobs                          |
| Simple fauteuil - WH2            | Rick Hellmann                      | Luca Olgiati                      | Amir Levi                              |
| Simple debout - SL3              | Daniel Bethell                     | Oleksandr Chyrkov                 | William Smith                          |
| Simple debout - SL3              | Daniel Bethell                     | Oleksandr Chyrkov                 | Mathieu Thomas                         |
| Simple debout - SL4              | Lucas Mazur                        | Rickard Nilsson                   | Diogo Daniel                           |
| Simple debout - SL4              | Lucas Mazur                        | Rickard Nilsson                   | Marcel Adam                            |
| Simple debout - SU5              | Méril Loquette                     | Bartłomiej Mróz                   | İlker Tuzcu                            |
| Simple debout - SU5              | Méril Loquette                     | Bartłomiej Mróz                   | Robert Donald                          |
| Simple petite taille - SH6       | Jack Shephard                      | Charles Noakes                    | Isaac Maison                           |
| Simple petite taille - SH6       | Jack Shephard                      | Charles Noakes                    | Krysten Coombs                         |
| Double fauteuil - WH1-2          | Rick Hellmann Thomas Wandschneider | Thomas Jakobs David Toupé         | Konstantin Afinogenov Amir Levi        |
| Double fauteuil - WH1-2          | Rick Hellmann Thomas Wandschneider | Thomas Jakobs David Toupé         | Marc Elmer Yuri Ferrigno               |
| Double debout - SL3-4            | Guillaume Gailly Mathieu Thomas    | Rickard Nilsson William Smith     | Mustafa Tuğra Nur Fuat Soruklu         |
| Double debout - SL3-4            | Guillaume Gailly Mathieu Thomas    | Rickard Nilsson William Smith     | Oleksandr Chyrkov Dilan Jacobsson      |
| Double debout - SU5              | Méril Loquette Lucas Mazur         | Bartłomiej Mróz Jack Wilson       | Robert Donald Sean O'Sullivan          |
| Double debout - SU5              | Méril Loquette Lucas Mazur         | Bartłomiej Mróz Jack Wilson       | Burak May İlker Tuzcu                  |
| Épreuves féminines               |                                    |                                   |                                        |
| Simple fauteuil - WH1            | Man-Kei To                         | Cynthia Mathez                    | Nina Gorodetzky                        |
| Simple fauteuil - WH1            | Man-Kei To                         | Cynthia Mathez                    | Henriett Koósz                         |
| Simple fauteuil - WH2            | Emine Seçkin                       | Ilaria Renggli                    | Annika Schröder                        |
| Simple fauteuil - WH2            | Emine Seçkin                       | Ilaria Renggli                    | Narin Uluç                             |
| Simple debout - SL3              | Halime Yıldız                      | Oksana Kozyna                     | Tuğçe Çelik                            |
| Simple debout - SL3              | Halime Yıldız                      | Oksana Kozyna                     | Faustine Noël                          |
| Simple debout - SL4              | Helle Sofie Sagøy                  | Milena Surreau                    | Coraline Bergeron                      |
| Simple debout - SL4              | Helle Sofie Sagøy                  | Milena Surreau                    | Emona Ivanova                          |
| Simple debout - SU5              | Maud Lefort                        | Cathrine Rosengren                | Beatriz Monteiro                       |
| Simple debout - SU5              | Maud Lefort                        | Cathrine Rosengren                | Zehra Bağlar                           |
| Simple petite taille - SH6       | Oliwia Szmigiel                    | Rachel Choong                     | Nina Kozlova                           |
| Simple petite taille - SH6       | Oliwia Szmigiel                    | Rachel Choong                     | Daria Bujnicka                         |
| Double fauteuil - WH1-2          | Cynthia Mathez Ilaria Renggli      | Nina Gorodetzky Man-Kei To        | Ebru Gökçen Emine Seçkin               |
| Double fauteuil - WH1-2          | Cynthia Mathez Ilaria Renggli      | Nina Gorodetzky Man-Kei To        | Agnieszka Glemp-Etavard Marilou Maurel |
| Double debout - SL3-SU5          | Caroline Bergeron Maud Lefort      | Lénaïg Morin Milena Surreau       | Oksana Kozyna Ivanna Redka             |
| Double debout - SL3-SU5          | Caroline Bergeron Maud Lefort      | Lénaïg Morin Milena Surreau       | Beatriz Monteiro Catherine Naudin      |
| Épreuves mixtes                  |                                    |                                   |                                        |
| Double mixte fauteuil - WH1-2    | Francisco Motero Narin Uluç        | Ignacio Fernández Henriett Koósz  | Lars Porrenga Ebru Gökçen              |
| Double mixte fauteuil - WH1-2    | Francisco Motero Narin Uluç        | Ignacio Fernández Henriett Koósz  | Kamil Šnajdar Marilou Maurel           |
| Double mixte debout - SL3-SU5    | Lucas Mazur Faustine Noël          | Rickard Nilsson Helle Sofie Sagøy | Mathieu Thomas Maud Lefort             |
| Double mixte debout - SL3-SU5    | Lucas Mazur Faustine Noël          | Rickard Nilsson Helle Sofie Sagøy | Méril Loquette Coraline Bergeron       |
| Double mixte petite taille - SH6 | Jack Shephard Rachel Choong        | Krysten Coombs Oliwia Szmigiel    | Charles Noakes Elisa Bujnowskyj        |
| Double mixte petite taille - SH6 | Jack Shephard Rachel Choong        | Krysten Coombs Oliwia Szmigiel    | Andrew Davies Daria Bujnicka           |

### Basket fauteuil
| Épreuves         | Or              | Argent          | Bronze   |
| ---------------- | --------------- | --------------- | -------- |
| Tournoi masculin | Grande-Bretagne | Espagne         | Pays-Bas |
| Tournoi féminin  | Pays-Bas        | Grande-Bretagne | Espagne  |

### Boccia
Les vainqueurs de chaque épreuve sont qualifiés pour les Jeux paralympiques de Paris 2024.
| Épreuves            | Or                                                          | Argent                                                            | Bronze                                                    |
| ------------------- | ----------------------------------------------------------- | ----------------------------------------------------------------- | --------------------------------------------------------- |
| Épreuves masculines |                                                             |                                                                   |                                                           |
| BC1                 | Daniel Perez                                                | David Smith (en)                                                  | André Ramos                                               |
| BC2                 | Nadav Levi                                                  | Róbert Mezík                                                      | Francis Rombouts                                          |
| BC3                 | Grigoris Polychronidis                                      | Will Arnott                                                       | Damian Iskrzycki                                          |
| BC4                 | Davor Komar                                                 | Radek Prochazka                                                   | Stephen McGuire                                           |
| Épreuves féminines  |                                                             |                                                                   |                                                           |
| BC1                 | Amagoia Arrieta                                             | Kinga Koza                                                        | Bat-el Breitman Hacoen                                    |
| BC2                 | Chantal van Engelen                                         | Ana Catarina Correia                                              | Claire Taggart                                            |
| BC3                 | Sonia Heckel                                                | Edyta Owczarz                                                     | Maria Bjurstrom                                           |
| BC4                 | Carla Oliveira                                              | Alexandra Szabo                                                   | Chrysi Morfi Metzou                                       |
| Épreuves mixtes     |                                                             |                                                                   |                                                           |
| Équipe BC1-BC2      | Pays-Bas- Chantal van Engelen - Daniel Perez - Marco Dekker | Grande-Bretagne- Claire Taggart - David Smith (en) - Will Hipwell | Portugal- Cristina Gonçalves - André Ramos - David Araújo |
| Double BC3          | Tchéquie- Marcela Čermáková - Adam Peška                    | Pologne- Edyta Owczarz - Damian Iskrzycki                         | Grèce- Anna Ntenta - Grigorios Polychronidis              |
| Double BC4          | Ukraine- Nataliia Konenko - Artem Kolinko                   | Grande-Bretagne- Fiona Muirhead - Stephen McGuire                 | Portugal- Carla Oliveira - Nuno Guerreiro                 |

### Cyclisme
| Épreuves masculines   |                                                       |                                                                    |                                                        |  |  |  |
| Course en ligne - B   | Tristan Bangma pilote : Patrick Bos                   | Vincent ter Schure pilote : Timo Fransen                           | Fabio Colombo pilote :                                 |  |  |  |
| Contre-la-montre - B  | Tristan Bangma pilote : Patrick Bos                   | Vincent ter Schure pilote : Timo Fransen                           | Christian Venge Balboa pilote :                        |  |  |  |
|                       |                                                       |                                                                    |                                                        |  |  |  |
| Course en ligne - T1  | Giorgio Farroni                                       | Gonzalo García Abella                                              | Petr Berger                                            |  |  |  |
| Course en ligne - T2  | Wolfgang Steinbichler                                 | Joan Reinoso                                                       | Jindřich Mašín                                         |  |  |  |
| Contre-la-montre - T1 | Giorgio Farroni                                       | Gonzalo García Abella                                              | Petr Berger                                            |  |  |  |
| Contre-la-montre - T2 | Joan Reinoso Figuerola                                | Wolfgang Steinbichler                                              | Jindřich Mašín                                         |  |  |  |
|                       |                                                       |                                                                    |                                                        |  |  |  |
| Course en ligne - C1  | Ricardo Ten Argilés                                   | Michael Teuber                                                     | Bernardo Vieira                                        |  |  |  |
| Course en ligne - C2  | Alexandre Léauté                                      | Nikolaos Papangelis                                                | Maurice Far Eckhard Tió                                |  |  |  |
| Course en ligne - C3  | Thomas Peyroton-Dartet                                | Hidde Buur                                                         | Valentin Sicot                                         |  |  |  |
| Course en ligne - C4  | Damian Ramos Sanchez                                  | Patrik Kuril                                                       | Gatien Le Rousseau                                     |  |  |  |
| Course en ligne - C5  | Daniel Abraham Gebru                                  | Martin van de Pol                                                  | Franz-Josef Lässer                                     |  |  |  |
| Contre-la-montre - C1 | Ricardo Ten Argilés                                   | Bernardo Vieira                                                    | Andreas Zirkl                                          |  |  |  |
| Contre-la-montre - C2 | Alexandre Léauté                                      | Nikolaos Papangelis                                                | Maurice Far Eckhard Tió                                |  |  |  |
| Contre-la-montre - C3 | Matthias Schindler                                    | Eduardo Santas Asensio                                             | Thomas Peyroton-Dartet                                 |  |  |  |
| Contre-la-montre - C4 | Gatien Le Rousseau                                    | Timothy Zemp                                                       | Damian Ramos Sanchez                                   |  |  |  |
| Contre-la-montre - C5 | Dorian Foulon                                         | Daniel Abraham Gebru                                               | Martin van de Pol                                      |  |  |  |
|                       |                                                       |                                                                    |                                                        |  |  |  |
| Course en ligne - H1  | Fabrizio Cornegliani                                  | Ernst Bachmaier                                                    | Patrik Jahoda                                          |  |  |  |
| Course en ligne - H2  | Florian Jouanny                                       | Sergio Garrote Muñoz                                               | Luca Mazzone                                           |  |  |  |
| Course en ligne - H3  | Davide Cortini                                        | Vico Merklein                                                      | Mirko Testa                                            |  |  |  |
| Course en ligne - H4  | Mathieu Bosredon                                      | Joseph Fritsch                                                     | Thomas Frühwirth                                       |  |  |  |
| Course en ligne - H5  | Tim de Vries                                          | Mitch Valize                                                       | Loïc Vergnaud                                          |  |  |  |
| Contre-la-montre - H1 | Fabrizio Cornegliani                                  | Patrik Jahoda                                                      | Benjamin Früh                                          |  |  |  |
| Contre-la-montre - H2 | Sergio Garrote Muñoz                                  | Florian Jouanny                                                    | Luca Mazzone                                           |  |  |  |
| Contre-la-montre - H3 | Mark Mekenkamp                                        | Johan Quaile                                                       | Mischa Hielkema                                        |  |  |  |
| Contre-la-montre - H4 | Thomas Frühwirth                                      | Alexander Gritsch                                                  | Mathieu Bosredon                                       |  |  |  |
| Contre-la-montre - H5 | Mitch Valize                                          | Loïc Vergnaud                                                      | Tim de Vries                                           |  |  |  |
|                       |                                                       |                                                                    |                                                        |  |  |  |
| Épreuves féminines    |                                                       |                                                                    |                                                        |  |  |  |
| Course en ligne - B   | Justyna Kiryła                                        | Katarzyna Orzechowska                                              | Otylia Marczuk                                         |  |  |  |
| Contre-la-montre - B  | Patrycja Kuter                                        | Otylia Marczuk                                                     | Marianna Agostini                                      |  |  |  |
|                       |                                                       |                                                                    |                                                        |  |  |  |
| Course en ligne - T1  | Pavlína Vejvodová                                     | NC                                                                 | NC                                                     |  |  |  |
| Course en ligne - T2  | Celine van Till                                       | Angelika Dreock-Käser                                              | Emma Lund                                              |  |  |  |
| Contre-la-montre - T1 | Pavlína Vejvodová                                     | NC                                                                 | NC                                                     |  |  |  |
| Contre-la-montre - T2 | Celine van Till                                       | Angelika Dreock-Käser                                              | Emma Lund                                              |  |  |  |
|                       |                                                       |                                                                    |                                                        |  |  |  |
| Course en ligne - C2  | Flurina Rigling                                       | Christelle Ribault                                                 | Yvonne Marzinke                                        |  |  |  |
| Course en ligne - C3  | Antonella Incristi                                    | Aniek van den Aarssen                                              | NC                                                     |  |  |  |
| Course en ligne - C4  | Franziska Matile-Dörig                                | Katell Alençon                                                     | NC                                                     |  |  |  |
| Course en ligne - C5  | Heidi Gaugain                                         | Claudia Cretti                                                     | Kerstin Brachtendorf                                   |  |  |  |
| Contre-la-montre - C2 | Flurina Rigling                                       | Maike Hausberger                                                   | Yvonne Marzinke                                        |  |  |  |
| Contre-la-montre - C3 | Antonella Incristi                                    | Aniek van den Aarssen                                              | NC                                                     |  |  |  |
| Contre-la-montre - C4 | Franziska Matile-Dörig                                | Katell Alençon                                                     | NC                                                     |  |  |  |
| Contre-la-montre - C5 | Heidi Gaugain                                         | Kerstin Brachtendorf                                               | Claudia Cretti                                         |  |  |  |
|                       |                                                       |                                                                    |                                                        |  |  |  |
| Course en ligne - H1  | Luisa Pasini                                          | Veronica Frosi                                                     | NC                                                     |  |  |  |
| Course en ligne - H2  | Roberta Amadeo                                        | Simona Canipari                                                    | Angela Procida                                         |  |  |  |
| Course en ligne - H3  | Francesca Porcellato                                  | Annika Zeyen                                                       | Anna Oroszová                                          |  |  |  |
| Course en ligne - H4  | Giulia Ruffato                                        | Suzanna Tangen                                                     | Jennette Jansen                                        |  |  |  |
| Course en ligne - H5  | Ana Maria Vitelaru                                    | Andrea Eskau                                                       | Katia Aere                                             |  |  |  |
| Contre-la-montre - H1 | Luisa Pasini                                          | Veronica Frosi                                                     | NC                                                     |  |  |  |
| Contre-la-montre - H2 | Roberta Amadeo                                        | Angela Procida                                                     | Simona Canipari                                        |  |  |  |
| Contre-la-montre - H3 | Annika Zeyen                                          | Francesca Porcellato                                               | Anaïs Vincent                                          |  |  |  |
| Contre-la-montre - H4 | Jennette Jansen                                       | Giulia Ruffato                                                     | Cornelia Wibmer                                        |  |  |  |
| Contre-la-montre - H5 | Andrea Eskau                                          | Ana Maria Vitelaru                                                 | Katia Aere                                             |  |  |  |
| Épreuves mixtes       |                                                       |                                                                    |                                                        |  |  |  |
| Relais mixte - H1-5   | France- Johan Quaile - Anaïs Vincent - Joseph Fritsch | Italie- Federico Mestroni - Francesca Porcellato - Diego Colombari | Allemagne- Vico Merklein - Annika Zeyen - Andrea Eskau |  |  |  |

### Goalball
| Épreuves         | Or    | Argent  | Bronze  |
| ---------------- | ----- | ------- | ------- |
| Tournoi masculin | Suède | Hongrie | Espagne |

### Judo
| Épreuves            | Or                   | Argent                      | Bronze                |
| ------------------- | -------------------- | --------------------------- | --------------------- |
| Épreuves masculines |                      |                             |                       |
| –60 kg J1           | Miguel Vieira        | Armindo Rodrigues           | Mykola Rudnyk         |
| –60 kg J1           | Miguel Vieira        | Armindo Rodrigues           | Ismayil Muradov       |
| –73 kg J1           | Alex Bologa          | Lennart Sass                | Djibrilo Iafa         |
| –73 kg J1           | Alex Bologa          | Lennart Sass                | Yavuz Gokce           |
| –90 kg J1           | Oleg Cretul          | Daniel Powell               | Yasin Cimciler        |
| –90 kg J1           | Oleg Cretul          | Daniel Powell               | Eduard Tropinov       |
| +90 kg J1           | Ion Basoc            | Ilham Zakiyev               | Onur Tastan           |
| +90 kg J1           | Ion Basoc            | Ilham Zakiyev               | Jason Grandry         |
| –60 kg J2           | Davyd Khorava        | Luis Daniel Gavilan Lorenzo | Zurab Zurabiani       |
| –60 kg J2           | Davyd Khorava        | Luis Daniel Gavilan Lorenzo | Nukri Migrijanashvili |
| –73 kg J2           | Giorgi Kaldani       | Namig Abasli                | Nathan Petit          |
| –73 kg J2           | Giorgi Kaldani       | Namig Abasli                | Sergio Ibanez Banon   |
| –90 kg J2           | Hélios Latchoumanaya | Oleksandr Nazarenko         | Evan Molloy           |
| –90 kg J2           | Hélios Latchoumanaya | Oleksandr Nazarenko         | Lasha Kizilashvili    |
| +90 kg J2           | Revaz Chikoidze      | Christopher Skelley         | Jack Hodgson          |
| +90 kg J2           | Revaz Chikoidze      | Christopher Skelley         | İbrahim Bölükbaşı     |
| Par équipe          | IBSA                 | Turquie                     | Géorgie               |
| Par équipe          | IBSA                 | Turquie                     | France                |
| Épreuves féminines  |                      |                             |                       |
| –48 kg J1           | Nataliya Nikolaychyk | Ecem Taşın                  | Anna Tabea Muller     |
| –48 kg J1           | Nataliya Nikolaychyk | Ecem Taşın                  | Emmanouela Masourou   |
| –57 kg J1           | Döndü Yeşilyurt      | Anzhela Havrysiuk           | Ina Cernei            |
| –57 kg J1           | Döndü Yeşilyurt      | Anzhela Havrysiuk           | Maria Manzanero Ruiz  |
| -70 kg J1           | Theodora Paschalidou | Uslu Merve                  | NC                    |
| +70 kg J1           | Anastasiia Harnyk    | Nazan Akın Güneş            | Khatira Ismiyeva      |
| –48 kg J2           | Shahana Hajiyeva     | Yuliia Ivanytska            | NC                    |
| –57 kg J2           | Inna Sych            | Zeynep Çelik                | Marta Arce Payno      |
| –57 kg J2           | Inna Sych            | Zeynep Çelik                | Ramona Brussig        |
| –70 kg J2           | Khanim Huseynova     | Ina Kaldani                 | NC                    |
| +70 kg J2           | Prescillia Lézé      | Dursadaf Karimova           | Kirsten Taylor        |
| Par équipe          | Ukraine              | Turquie                     | NC                    |

### Taekwondo
| Épreuves            | Or                  | Argent              | Bronze                 |
| ------------------- | ------------------- | ------------------- | ---------------------- |
| Épreuves masculines |                     |                     |                        |
| -58 kg K44          | Ali Can Özcan       | Asaf Yasur          | Sabir Zeynalov         |
| -58 kg K44          | Ali Can Özcan       | Asaf Yasur          | Joel Martín Villalobos |
| -63 kg K44          | Mahmut Bozteke      | Adnan Milad         | Amin shikhaliyev       |
| -63 kg K44          | Mahmut Bozteke      | Adnan Milad         | Sandro Megrelishvili   |
| -70 kg K44          | Imamaddin Khalilov  | Fatih Celik         | Maciej Kesicki         |
| -70 kg K44          | Imamaddin Khalilov  | Fatih Celik         | Giorgi Nikoladze       |
| -80 kg K41          | George Khizanishvil | Goga Khakhalashvili | NC                     |
| -80 kg K44          | Abulfaz Abuzarli    | Nikola Spajić       | Joseph Lane            |
| -80 kg K44          | Abulfaz Abuzarli    | Nikola Spajić       | Oktay Atalay           |
| +80 kg K44          | Ivan Mikulić        | Matt Bush           | David Makadze          |
| +80 kg K44          | Ivan Mikulić        | Matt Bush           | Mehmet Sami Sarac      |
| Épreuves féminines  |                     |                     |                        |
| -47 kg K44          | Zakia Khudadadi     | Nurcihan Ekinci     | Viktoriia Marchuk      |
| -47 kg K44          | Zakia Khudadadi     | Nurcihan Ekinci     | Lia Chachibaia         |
| -52 kg K44          | Meryem Çavdar       | Royala Fataliyeva   | Keira Forsythe         |
| -52 kg K44          | Meryem Çavdar       | Royala Fataliyeva   | Ana Japaridze          |
| -57 kg K44          | Gamze Gürdal        | Marija Mičev        | Sophie Caverzan        |
| -57 kg K44          | Gamze Gürdal        | Marija Mičev        | Yuliya Lypetska        |
| -65 kg K44          | Beth Munro          | Lütfiye Özdağ       | Seçil Er               |
| -65 kg K44          | Beth Munro          | Lütfiye Özdağ       | NC                     |
| +65 kg K44          | Jelena Rašić        | Amy Truesdale       | Dalia Santiago Moreno  |
| +65 kg K44          | Jelena Rašić        | Amy Truesdale       | NC                     |

### Tennis fauteuil
| Épreuve             | Or                                | Argent                           | Bronze                                      |
| ------------------- | --------------------------------- | -------------------------------- | ------------------------------------------- |
| Simple messieurs    | Ruben Spaargaren                  | Martín de la Puente              | Maikel Scheffers                            |
| Double messieurs    | Maikel Scheffers Ruben Spaargaren | Nicolas Charrier Geoffrey Jasiak | Martin de la Puente Enrique Siscar Meseguer |
| Simple dames        | Diede de Groot                    | Aniek van Koot                   | Lucy Shuker                                 |
| Double dames        | Diede de Groot Aniek van Koot     | Lucy Shuker Cornelia Oosthuizen  | Katharina Krüger Britta Wend                |
| Simple quad (mixte) | Niels Vink                        | Sam Schröder                     | Ahmet Kaplan                                |
| Double quad (mixte) | Niels Vink Sam Schröder           | Ugur Altınel Ahmet Kaplan        | Marcus Laudan Maximillian Laudan            |

### Tir
| Épreuves masculines                       |                       |                                |                        |  |  |  |
| Pistolet à 10 m air comprimé SH1          | Davide Franceschetti  | Kacper Pierzynski              | Oleksii Denysiuk       |  |  |  |
|                                           |                       |                                |                        |  |  |  |
| Carabine à 10 m air comprimé debout SH1   | Andrii Doroshenko     | Marek Dobrowolski              | Martin Black Jørgensen |  |  |  |
| Épreuves féminines                        |                       |                                |                        |  |  |  |
| Pistolet à 10 m air comprimé SH1          | Ayşegül Pehlivanlar   | Raimeda Bucinskyte             | Aybaniz Babayeva       |  |  |  |
|                                           |                       |                                |                        |  |  |  |
| Carabine à 10 m air comprimé debout SH1   | Iryna Shchetnik       | Veronika Vadovičová            | Emilia Babska          |  |  |  |
| Épreuves mixtes                           |                       |                                |                        |  |  |  |
| Carabine à 10 m air comprimé couché SH1   | Veronika Vadovičová   | Juan Antonio Saavedra          | Matt Skelhon           |  |  |  |
| Carabine à 10 m air comprimé debout SH2   | Franček Gorazd Tiršek | Vitalii Plakushchyi            | Tanguy de La Forest    |  |  |  |
| Carabine à 10 m air comprimé couché SH2   | Pierre Guillaume-Sage | Vasyl Kovalchuk                | Hakan Cevik            |  |  |  |
| Carabine à 10 m air comprimé debout SH-VI | Barbara Moskal        | Ager Solabarrieta Txakartegi   | David Dulin            |  |  |  |
| Carabine à 10 m air comprimé couché SH-VI | Veronika Vadovičová   | Juan Antonio Saavedra Reinaldo | Matthew Skelhon        |  |  |  |

### Tir à l'arc
| Épreuve                                | Or                                                      | Argent                                                  | Bronze                                                 |
| -------------------------------------- | ------------------------------------------------------- | ------------------------------------------------------- | ------------------------------------------------------ |
| Épreuves masculines                    |                                                         |                                                         |                                                        |
| Libre - Arc à poulies                  | Nathan MacQueen                                         | Fernando Galé Montorio                                  | Jere Forsberg                                          |
| Libre - Arc à poulies par équipe       | France- Thierry Joussaume - Maxime Guérin               | Espagne- Fernando Galé Montorio - Adrián Martínez Torre | Pays-Bas- Roy Klaassen - Mark de Gier                  |
| Libre - Arc classique                  | Sadık Savaş                                             | Guillaume Toucoullet                                    | Gints Jonasts                                          |
| Libre - Arc classique par équipe       | Grande-Bretagne- David Phillips - Cameron Rodigan       | Turquie- Sadık Savaş - Yavuz Papağan                    | Italie- Stefano Travisani - Giuseppe Verzini           |
| W1                                     | Maurizio Panella                                        | Bahattin Hekimoğlu                                      | Tamás Gáspár                                           |
| W1 par équipe                          | Turquie- Bahattin Hekimoğlu - Yiğit Caner Aydın         | Italie- Paolo Tonon - Maurizio Panella                  | NC                                                     |
| Épreuves féminines                     |                                                         |                                                         |                                                        |
| Libre - Arc à poulies                  | Sevgi Yorulmaz                                          | Kseniya Markitantova                                    | Öznur Cüre                                             |
| Libre - Arc à poulies par équipe       | Turquie- Sevgi Yorulmaz - Öznur Cüre                    | Italie- Eleonora Sarti - Maria Andrea Virgilio          | Grande-Bretagne- Jodie Grinham - Jessica Stretton      |
| Libre - Arc classique                  | Elisabetta Mijno                                        | Yağmur Şengül                                           | Milena Olszewska                                       |
| Libre - Arc classique par équipe       | Turquie- Merve Nur Eroğlu - Yağmur Şengül               | Italie- Elisabetta Mijno - Veronica Floreno             | NC                                                     |
| W1                                     | Šárka Pultar Musilová                                   | Nil Mısır                                               | Asia Pellizzari                                        |
| W1 par équipe                          | Italie- Asia Pellizzari - Daila Dameno                  | NC                                                      | NC                                                     |
| Épreuves mixtes                        |                                                         |                                                         |                                                        |
| VI1 (open)                             | Ruben Vanhollebeke                                      | Christos Misos                                          | Jordi Casellas Albiol                                  |
| VI2-3 (open)                           | Daniele Piran                                           | Kathleen Meurrens                                       | Giovanni Maria Vaccaro                                 |
| Libre - Arc à poulies par équipe mixte | Grande-Bretagne- Nathan MacQueen - Phoebe Paterson Pine | Italie- Eleonora Sarti - Matteo Bonacina                | Turquie- Murat Turan - Öznur Cüre                      |
| Libre - Arc classique par équipe mixte | Turquie- Sadık Savaş - Yağmur Şengül                    | Italie- Elisabetta Mijno - Stefano Travisani            | Ukraine- Ruslan Tsymbaliuk - Anna-Viktoriia Shevchenko |
| W1 par équipe par équipe mixte         | Italie- Asia Pellizzari - Paolo Tonon                   | Turquie- Bahattin Hekimoğlu - Nil Mısır                 | Grande-Bretagne- Martin Saych - Victoria Kingstone     |

## Tableau des médailles
- Classement au 20 août[2].

- Pays organisateur (Pays-Bas)

| Rang | Nation          | Or | Argent | Bronze | Total |
| ---- | --------------- | -- | ------ | ------ | ----- |
| 1    | France          | 25 | 17     | 25     | 67    |
| 2    | Italie          | 19 | 13     | 6      | 38    |
| 3    | Pays-Bas        | 17 | 10     | 6      | 33    |
| 4    | Turquie         | 16 | 16     | 20     | 52    |
| 5    | Grande-Bretagne | 9  | 15     | 16     | 40    |
| 6    | Suisse          | 8  | 4      | 3      | 15    |
| 7    | Espagne         | 7  | 14     | 14     | 35    |
| 8    | Allemagne       | 7  | 9      | 6      | 22    |
| 9    | Ukraine         | 7  | 8      | 8      | 23    |
| 10   | Pologne         | 6  | 10     | 8      | 24    |
| 11   | Azerbaïdjan     | 4  | 4      | 5      | 13    |
| 12   | Géorgie         | 4  | 3      | 9      | 16    |
| 13   | Tchéquie        | 4  | 2      | 6      | 12    |
| 14   | Autriche        | 2  | 4      | 7      | 13    |
| 15   | Portugal        | 2  | 3      | 7      | 12    |
| 16   | Slovaquie       | 2  | 3      | 1      | 6     |
| 17   | Grèce           | 2  | 2      | 3      | 7     |
| 18   | Belgique        | 2  | 2      | 1      | 5     |
| 19   | Croatie         | 2  | 0      | 0      | 2     |
| 19   | Moldavie        | 2  | 0      | 0      | 2     |
| 22   | Israël          | 1  | 3      | 6      | 10    |
| 23   | Suède           | 1  | 3      | 2      | 6     |
| 24   | Serbie          | 1  | 2      | 0      | 3     |
| 25   | Roumanie        | 1  | 0      | 0      | 1     |
| 25   | Slovénie        | 1  | 0      | 0      | 1     |
| 27   | Hongrie         | 0  | 2      | 2      | 4     |
| 28   | Norvège         | 0  | 2      | 0      | 2     |
| 29   | Danemark        | 0  | 1      | 2      | 3     |
| 30   | Chypre          | 0  | 1      | 0      | 1     |
| 30   | Lituanie        | 0  | 1      | 0      | 1     |
| 32   | Andorre         | 0  | 0      | 1      | 1     |
| 32   | Bulgarie        | 0  | 0      | 1      | 1     |
| 32   | Finlande        | 0  | 0      | 1      | 1     |
| 32   | Lettonie        | 0  | 0      | 1      | 1     |

Un titre a été remporté par une équipe unie au Judo et un titre par une athlète sous l'égide de la fédération internationale de taekwendo.